# Der Mann im Sattel (1925)
Der Mann im Sattel ist ein deutscher Stummfilm von 1925 unter der Regie von Manfred Noa. Die Hauptrollen sind besetzt mit Ernst Verebes, Colette Darfeuil, Francine Mussey und  Paul Graetz.
Als Vorlage für das Drehbuch diente der gleichnamige Roman von Werner Scheff aus dem Jahr 1924.

## Handlung
In diesem temporeichen Film um Pferderennen in der Zeit um 1925 fliegt alles vorbei und überstürzt sich fast. Pferde rennen, Menschen wetten, fluchen und schimpfen. Und das geht nicht nur über ein oder zwei Jahre so, sondern noch einige Zeit länger. Geza Mihaly ist ein äußerst erfolgreicher Jockey. Wie sehr er unter dem unheilvollen Einfluss der Grafentochter Comtesse Margit von Lanny steht, zeigt sich, als er ihrem Willen selbst in seiner Hochzeitsnacht folgt. Er soll ihrem Geliebten eine Botschaft überbringen. Dabei gerät er in eine Notwehrsituation und macht sich des Totschlags an dem Mann schuldig. Nicht nur, dass er bald darauf von jemandem erpresst wird, stürzt er durch die Schuld der Grafentochter auch noch so unglücklich vom Pferd, dass er seine Laufbahn als Jockey beenden muss.
Gezas Frau Eva, die einen Reitstall geerbt hat, bringt ihn dazu, sich einem neuen Tätigkeitsfeld zuzuwenden und das ererbte Gestüt zusammen mit ihr wieder aufzubauen und rentabel zu machen. Geza vermittelt Eva im Gegenzug, welch besondere Tiere Rennpferde sind. Sein Engagement für die Tiere führt zum Erfolg, aber auch dazu, dass Neider auftauchen, die die besonders wertvollen Tiere in ihren Besitz bringen wollen.  Letztendlich kann ihnen jedoch ihr schmutziges Handwerk gelegt werden, und ein wichtiges Rennen vom Reitstall des Ehepaares gewonnen werden. Hand in Hand haben Eva und Geza einen wichtigen Schritt in ihre gemeinsame Zukunft getan.

## Produktionsnotizen
Es handelt sich um eine Produktion der Maxim-Film Gesellschaft Ebner & Co. Der Film hat eine Länge von 2.379 m, was 87 Minuten entspricht. Die Bauten stammen von Artur Günther.
Der Film wurde am 12. Dezember 1925 von der Zensur einer Prüfung unterzogen. Am 22. Dezember 1925 wurde er in Berlin uraufgeführt. In Dänemark lief er unter dem Titel Manden i Saddelen.
Zum Kriegsende 1944/45 drehte Harry Piel ein Remake dieses Stoffes.

## Kritik
Paimann’s Filmlisten befanden, dass das Sujet „durch die vielen Verwicklungen der Handlung etwas kompliziert ausgefallen“ sei, und diese dadurch „auch nicht immer restlos gelöst“ werden würden. Das „Tempo furioso der Regie“ entschädige dafür jedoch, was vom Schnitt noch „übertroffen“ werde. Weiter hieß es: „Die Zeichnung des Milieus und die Aufmachung sind sehr hübsch, auch bekommt man schöne Städtebilder und Rennszenen zu sehen. Die Darstellung ist durchaus entsprechend, die Photographie gut.“